# Bernardo Strozzi
Bernardo Strozzi, apodado il Cappuccino («el Capuchino» o el «Fraile genovés») (Génova, h. 1581-Venecia, 2 de agosto de 1644) fue un destacado y prolífico pintor barroco italiano, que trabajó tanto en Génova como en Venecia.

## Biografía

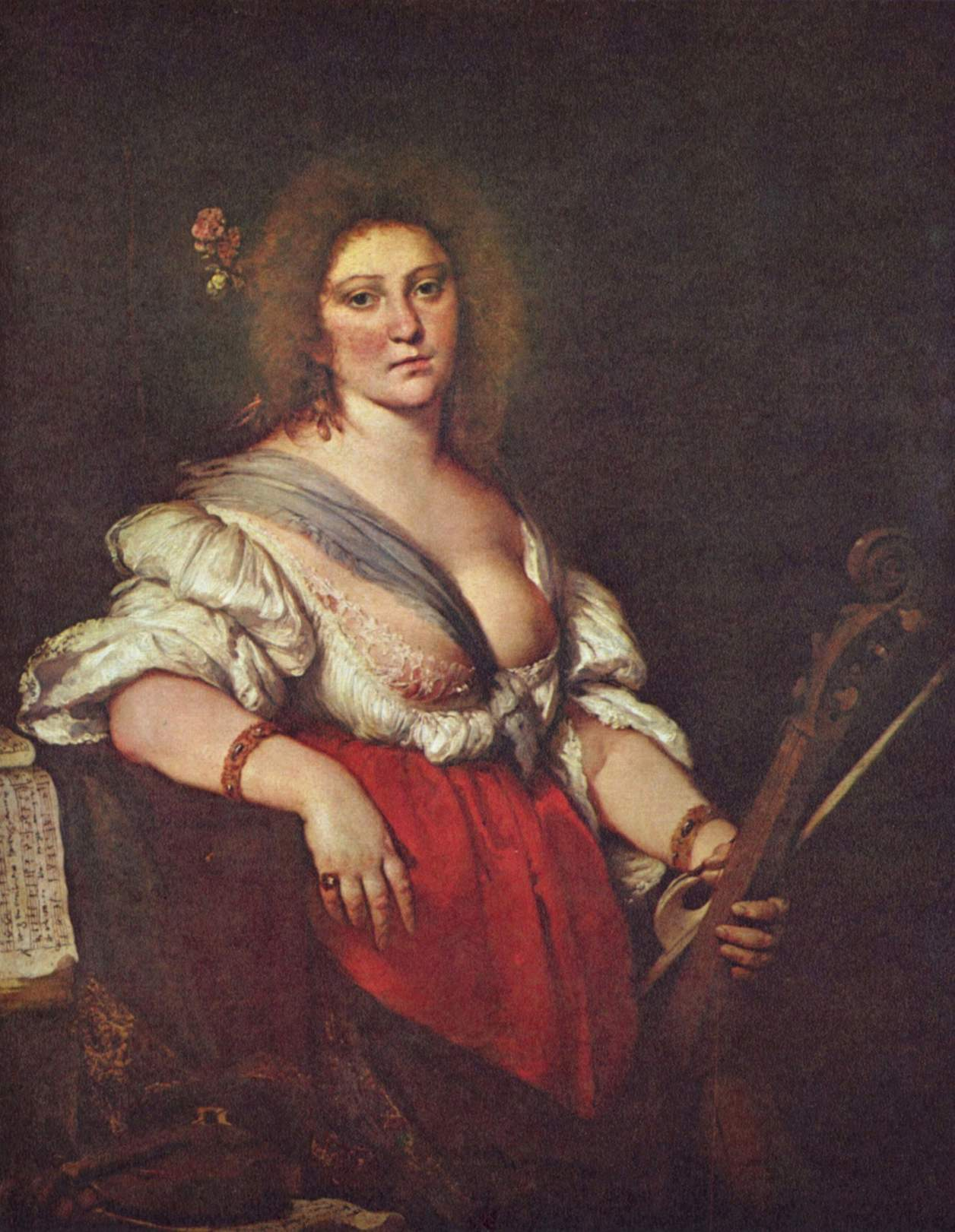
La tocadora de viola, ca. 1630-1640 (Gemäldegalerie Alte Meister, Dresde).

Bernardo Strozzi nació en Génova hacia 1581, aunque no se sabe la fecha exacta. Seguramente no tenía parentesco con la familia aristocrática de los Strozzi.
En 1598, a los diecisiete años de edad, ingresó en un monasterio capuchino, una rama reformada de la orden franciscana. Cuando su padre murió hacia 1608, abandonó la orden para cuidar a su madre, ganándose la vida pintando cuadros que a menudo estaban influidos por las enseñanzas franciscanas, por ejemplo su Adoración de los pastores (h. 1615; Museo Walters de Baltimore).
En 1625, se le acusó de practicar ilegalmente la pintura, lo que era un delito, ya que para ser pintor se requería una formación como tal y asociarse al gremio local. Cuando su madre murió (h. 1630) Bernardo fue presionado por la orden de los capuchinos ante los tribunales para que regresara a la orden. Sufrió un breve tiempo de prisión en Génova, y al ser liberado huyó a Venecia para evitar que lo confinasen en un monasterio en 1631. Durante toda su vida llevó el mote de il prete Genovese (el sacerdote genovés).

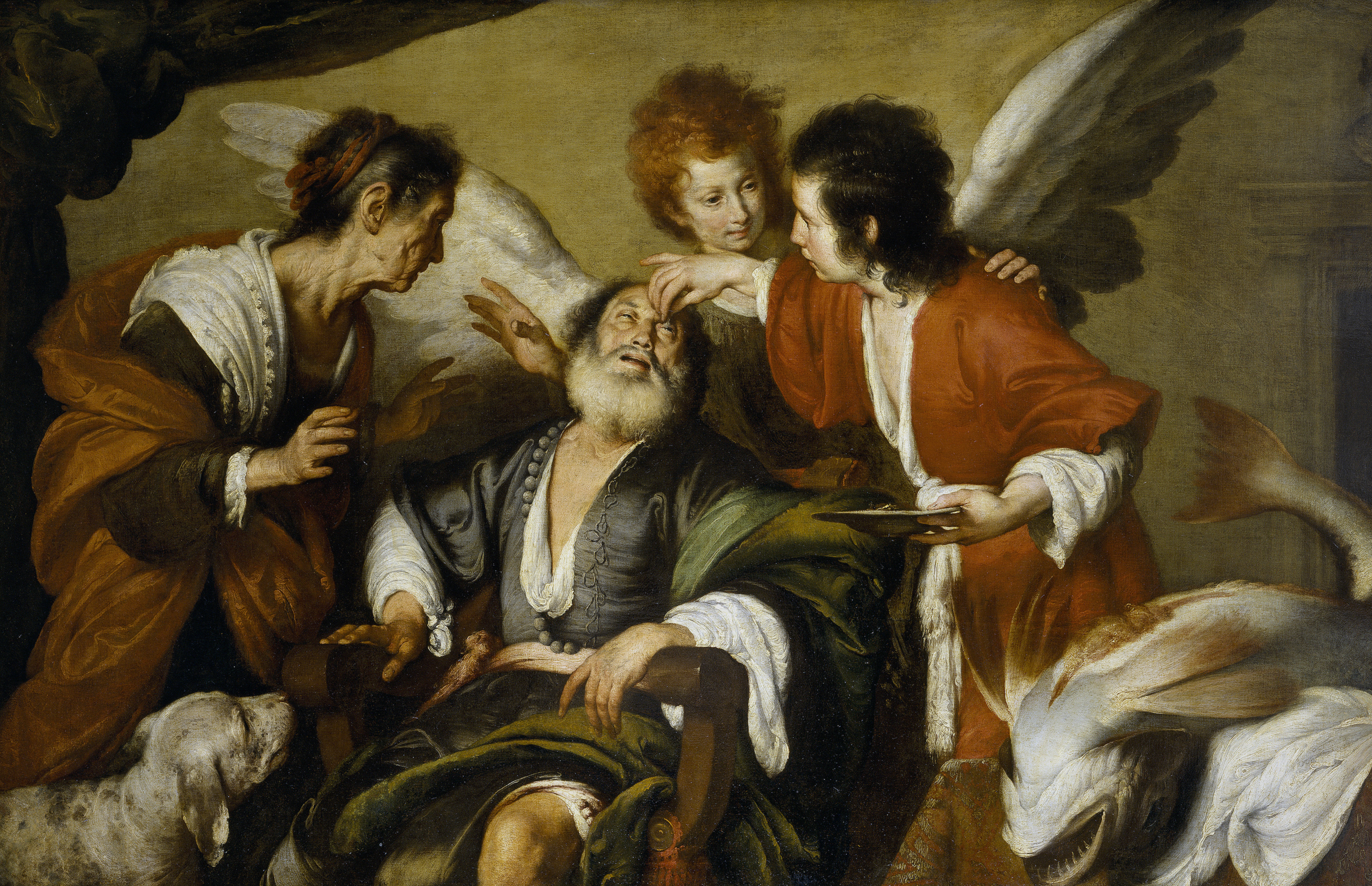
La curación de Tobías, en el Museo del Prado.

Sus primeras pinturas, tales como el Éxtasis de san Francisco muestran las oscuras emociones de un Caravaggio. Pero en la segunda década del siglo XVII, mientras trabajaba en Venecia, Strozzi había sintetizado un estilo personal que fusionaba influencias pictóricas del Norte (incluyendo a Rubens y el Veronés) con una dureza realista monumental. Por ejemplo, en el cuadro La incredulidad de santo Tomás, el fondo está apagado, y aun así el rostro de Jesús, con halo y su perfil, brumoso, en un estilo atípico de Caravaggio.  Nunca fue tan oscuro como los caravagistas, Venecia infundió en su pintura un acabado más suave, un estilo más aceptable para los mecenas locales, y uno derivado de sus precursores en Venecia, Jan Lys († 1629) y Domenico Fetti († 1626), quienes igualmente habían fundido la influencia de Caravaggio con el arte veneciano. Ejemplos de este estilo pueden encontrarse en su Parábola de los invitados a la boda (1630), Cristo entregando las llaves del Cielo a san Pedro (1630), San Lorenzo distribuyendo limosna en San Nicolò da Tolentino y una Personificación de la Fama (1635-6). Es muy probable también que resultara influido por Velázquez (quien visitó Génova en 1629-30).
Después de un encargo para retratar a Claudio Monteverdi su fama creció, y realizó muchos retratos de los venecianos más destacados. Fueron alumnos suyos, o pintores fuertemente influidos por él, Giovanni Andrea de Ferrari (1598-1669), Giovanni Bernardo Carbone, Valerio Castello y Giovanni Benedetto Castiglione.
Se conservan telas de Strozzi en España, como La Verónica y La curación de Tobías (Museo del Prado). Por su parte, el Museo Thyssen-Bornemisza tiene una Santa Cecilia, pero que actualmente se considera obra de taller.